# László Kovács (cameraman)
László Kovács (Boedapest, 14 mei 1933 – Beverly Hills, 22 juli 2007) was een Hongaars cameraman.
In 2002 was hij jurylid van het Filmfestival van Venetië.

## Filmografie
- Torn from the Flag (2006)
- Two Weeks Notice (2002)
- Miss Congeniality (2000)
- Return to Me (2000)
- Jack Frost (1998)
- My Best Friend's Wedding (1997)
- Multiplicity (1996)
- Copycat (1995)
- Free Willy 2: The Adventure Home (1995)
- The Scout (1994)
- The Next Karate Kid (1994)
- Ruby Cairo (1993)
- Radio Flyer (1992)
- Shattered (1991)
- Say Anything... (1989)
- Ghostbusters (1984)
- The Last Waltz (1978)
- New York, New York (1977)
- Shampoo (1975)
- Huckleberry Finn (1974)
- Paper Moon (1973)
- Five Easy Pieces (1970)
- Easy Rider (1969)